# Topklasse (auto)
De topklasse is een autoklasse waarin de duurste, meest luxueuze en grootste auto's vallen. Autoverhuurbedrijven omschrijven deze klasse als het F-segment of als "Luxury". De klasse volgt op de hogere middenklasse.

## Topklasseauto's

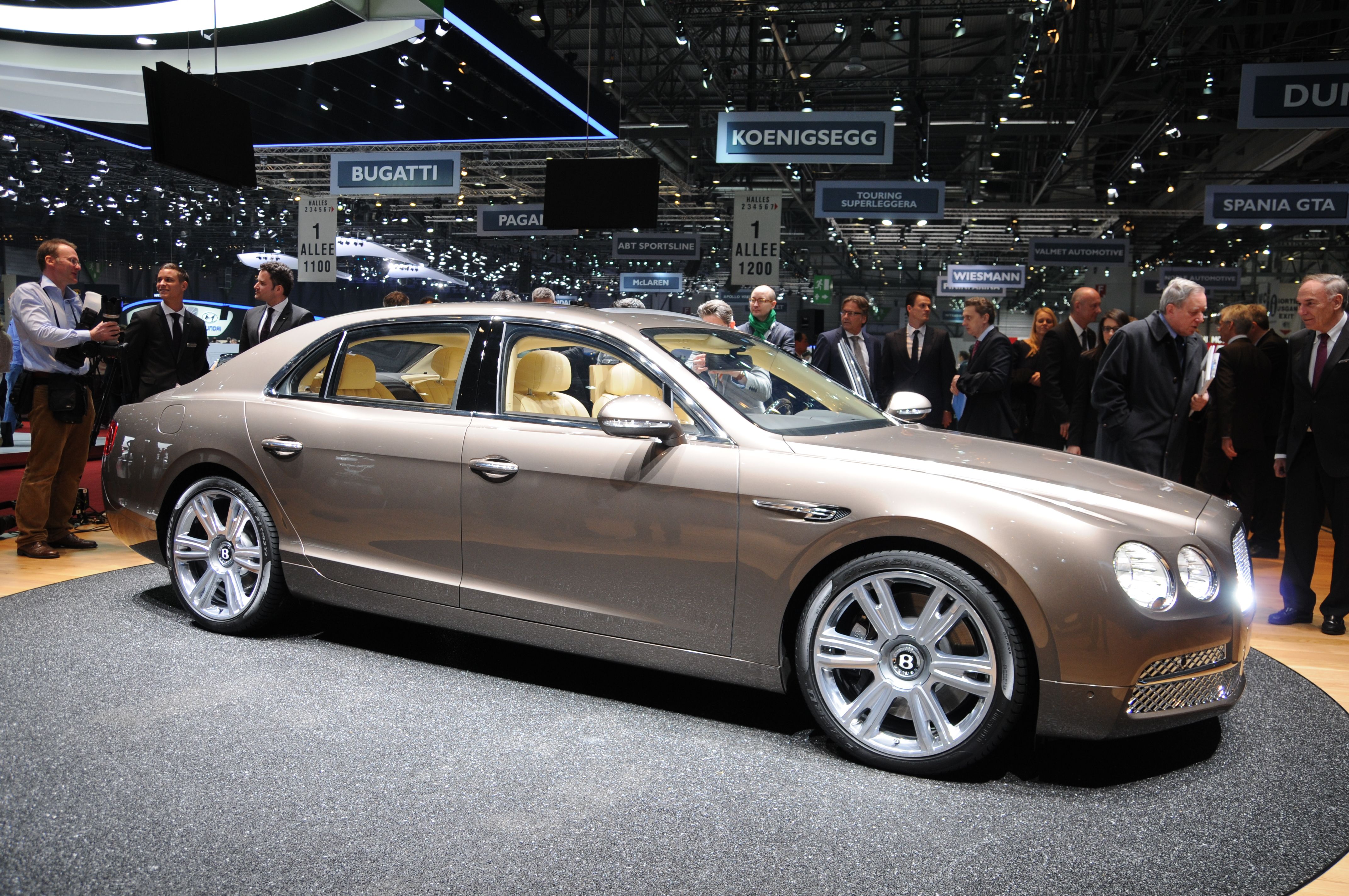
Bentley Continental Flying Spur

- Audi A8
- Audi V8
- Aston Martin Rapide
- Bentley 8 Litre
- Bentley Continental Flying Spur
- BMW 335 (1939)
- BMW 502
- BMW 7-serie
- Buick Riviera
- Cadillac DTS
- Cadillac CT6
- Daimler Super Eight
- Delage D6
- Fiat 130
- Genesis G90
- Horch 8
- Jaguar XJ
- Lagonda Rapide
- Lexus LS
- Lincoln Continental
- Lincoln Town Car
- Maserati Quattroporte
- Mercedes-Benz W142
- Mercedes-Benz S-Klasse
- Mitsubishi Proudia
- Mitsubishi Dignity
- Monteverdi High Speed 375/4
- Nissan President
- Opel Kapitän
- Packard Eight
- Porsche Panamera
- Rolls-Royce Ghost
- Stutz Blackhawk
- Tatra 603
- Toyota Avalon
- Volkswagen Phaeton

### Gelimiteerde modellen

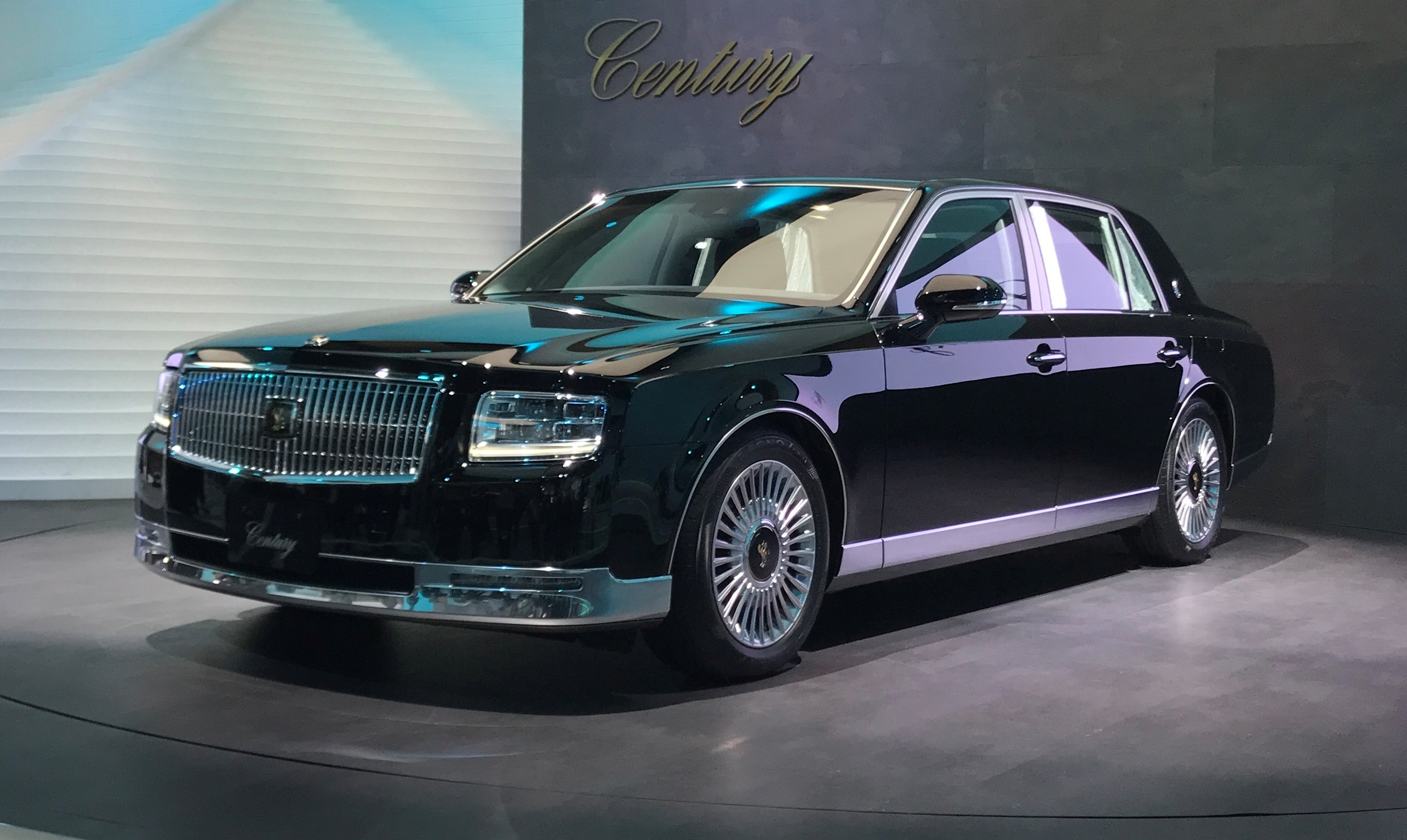
Toyota Century

Boven het F-segment van de verhuurklassering bevinden zich enkele modellen met een zeer uitzonderlijk hoge prijs, het I-segment. Staatshoofden zijn enkele van het beperkte aantal gebruikers.
- Aston Martin Lagonda
- Aurus Senat
- Austin Princess
- Bentley Mulsanne
- Bugatti Royale
- Cadillac Series 70
- Caddilac Sixteen
- Chrysler Imperial
- Continental Mark II
- Daimler DS420
- Delage D8
- Duesenberg Model J
- Facel Vega Excellence
- Hispano-Suiza J12
- Hongqi CA770
- Jaguar Mark X
- Lagonda Taraf
- Imperial sedan
- Maybach 57/62
- Mercedes-Benz 770
- Mercedes-Benz W186/W189
- Mercedes-Benz 600
- Nissan Prince Royal
- Packard Twelve
- Spyker C4
- Rolls-Royce Phantom III
- Rolls-Royce Phantom VIII
- Tsjaika (GAZ-14)
- Toyota Century
- ZIL-114
- ZIL-41047

### SUV

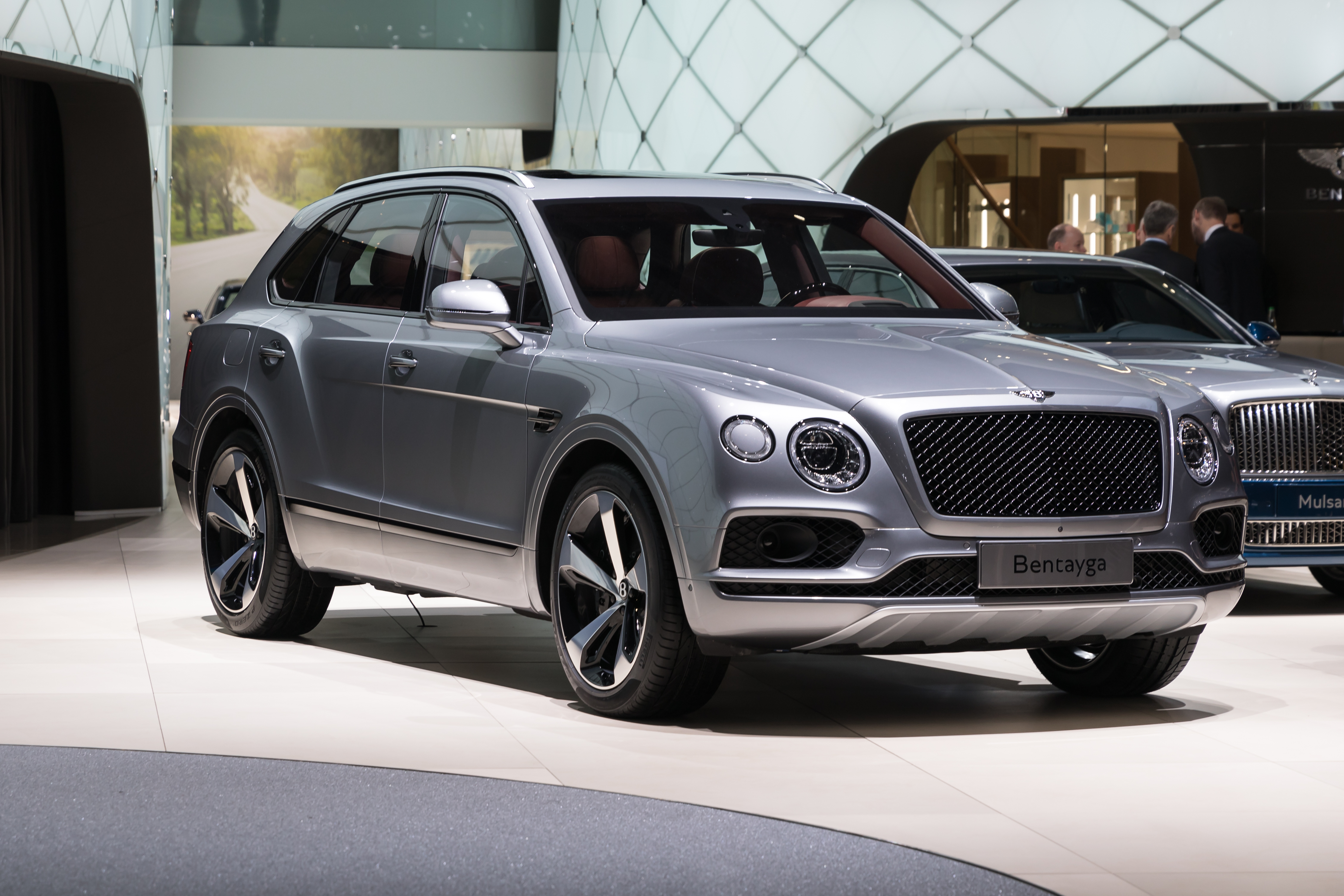
Bentley Bentayga

Bovenstaande modellen zijn alle sedans of limousines, zogenaamde auto′s met een separate kofferbak. Een uitzondering vormen enkele SUV′s.
- Aston Martin DBX
- Bentley Bentayga
- BMW X7
- Cadillac Escalade
- Lamborghini Urus
- Lexus LX
- Lincoln Navigator
- Maserati Levante
- Mercedes-Benz GLS
- Monteverdi Safari
- Land Rover Range Rover
- Rolls-Royce Cullinan

Miniklasse · Economyklasse · Compacte middenklasse · Middenklasse · Hogere middenklasse · Topklasse · Gran Turismo · Sportwagen · Limousine · Multi-purpose vehicle · Sports utility vehicle · Terreinauto · Bestelwagen